# Zágrábi vonatkatasztrófa
A zágrábi vonatkatasztrófa 1974. augusztus 30-án történt Jugoszláviában (ma Horvátország), amikor is a 10410-es számozású nemzetközi gyorsvonat, amely a Zágráb–Belgrád-vasútvonalon Belgrádból tartott Dortmundba, kisiklott, mielőtt megérkezett volna Zágráb főpályaudvarra. A baleset Horvátország történetének legsúlyosabb vasúti szerencsétlensége, mely során 153 ember vesztette életét. A baleset következtében számos utas azonnal szörnyethalt, akik közül 41 holttestet nem sikerült azonosítani. Az azonosítatlan holttesteket egy közös sírba temették a zágrábi Mirogoj temetőben.
A baleset a főpályaudvaron lévő peronoktól, mintegy 719 méternyire történt, akkor, amikor a vonat éppen beérkezett volna a pályaudvarra.
Az utasok közt számos németországi vendégmunkás és családjaik voltak, akik közt sok gyerek utazott. A mozdonyvezető és segédje sértetlenek maradtak és a mozdony sem sérült meg. A mozdony napjainkban a Horvát Vasútmúzeumban van kiállítva.
A balesetet követő nyomozás során kiderült, hogy Nikola Knežević mozdonyvezető és segédje, Stjepan Varga lassítás nélkül, mintegy 104 km/órás sebességgel robogtak át számos állomáson, az előírt 40 km/órás sebességhatár betartása helyett. A két vasúti dolgozó kimerült volt, mert a baleset előtti két napot végigdolgozták. A vonat a zágrábi főpályaudvar előtt sem lassított le kellő mértékben. és csak későn kezdtek el fékezni, emiatt a szerelvény kilenc kocsija kisiklott. és súlyosan megrongálódott.
A bíróság a mozdonyvezetőt 15, segédjét 8 év börtönre ítélte.
A balesetet túlélők közül többen arról számoltak be, hogy a vonat nem lassított Ludina és Novoselec állomásokon sem, mintegy egy órával azelőtt, hogy beért volna Zágrábba.

## Fordítás
Ez a szócikk részben vagy egészben  a   Zagreb train disaster című angol Wikipédia-szócikk ezen változatának fordításán alapul.  Az eredeti cikk szerkesztőit annak laptörténete sorolja fel. Ez a jelzés csupán a megfogalmazás eredetét és a szerzői jogokat jelzi, nem szolgál a cikkben szereplő információk forrásmegjelöléseként.